# No llores por mí, Argentina (álbum)
No llores por mí, Argentina es el primer álbum en vivo del grupo de rock argentino Serú Girán, que se transformó, desde su edición en 1982, en un LP clave, no sólo de la carrera de esta banda sino también de la música popular argentina debido a la impecable y brillante calidad artística y musical de los temas. Fue grabado mayormente en vivo durante las últimas presentaciones de Serú Girán el 6 de marzo de 1982 en el estadio del Club Obras Sanitarias y luego retocado en estudio. Este recital también sirvió como despedida para el bajista de la banda, Pedro Aznar.

## Antecedentes y grabación
Una decisión de Pedro Aznar de irse a Boston, Estados Unidos, a estudiar en la Berklee College of Music puso el futuro de la banda en un signo de interrogación. Se decidió que cada uno de los miembros grabaría un disco solista, para decidir el futuro de la banda luego de un año de impasse. Los 6 y 7 de marzo de 1982 se hicieron dos recitales para despedir a Pedro Aznar, sin saber que sería la despedida de Seru Giran hasta diez años después. Los emotivos recitales fueron grabados y el resultado fue el quinto disco de la banda No Llores Por Mí, Argentina. 
El álbum permitió el estreno del tema que dio título a la despedida, a una festejada versión de "Popotitos" y se completó con una suerte de grandes éxitos que la banda había plasmado en sus anteriores cuatro placas: Serú Girán (1978), La grasa de las capitales (1979), Bicicleta (1980) y Peperina (1981). "En la vereda del sol", "Salir de la melancolía", "Esperando nacer", "Canción de Alicia en el país", "Cuánto tiempo más llevará", "Seminare", "Mientras miro las nuevas olas", "Encuentro con el diablo" y "Eiti Leda" completaron el recorrido capaz de exhibir la fuerza, el lirismo y el testimonio de una de las máximas expresiones de la historia del rock argentino.

## Lista de canciones
| No llores por mí, Argentina |                                                                           |                                         |          |  |
| N.º                         | Título                                                                    | Escritor(es)                            | Duración |  |
| 1.                          | «No llores por mí, Argentina» (Voz líder: García)                         | (García)                                | 3:24     |  |
| 2.                          | «En la vereda del sol/Salir de la melancolía» (Voz líder: García y Lebón) | (García/Lebón) (García)                 | 5:22     |  |
| 3.                          | «Popotitos» (Voz líder: García. Originalmente llamada Bony Moronie)       | (Larry Williams/Armando Manny Martínez) | 3:39     |  |
| 4.                          | «Esperando Nacer» (Voz líder: Lebón)                                      | (García/Lebón)                          | 5:49     |  |
| 5.                          | «Canción de Alicia en el país» (Voz líder: García)                        | (García)                                | 4:30     |  |
| 6.                          | «Cuanto tiempo más llevará» (Voz líder: Lebón)                            | (Lebón)                                 | 4:00     |  |
| 7.                          | «Seminare» (Voz líder: Lebón)                                             | (García)                                | 4:25     |  |
| 8.                          | «Mientras miro las nuevas olas» (Voz líder: García)                       | (García)                                | 3:25     |  |
| 9.                          | «Encuentro con el diablo» (Voz líder: Lebón)                              | (García/Lebón)                          | 4:43     |  |
| 10.                         | «Eiti Leda» (Voz líder: García)                                           | (García)                                | 6:36     |  |

## Músicos
- Charly García: voz, piano eléctrico Yamaha CP-70, sintetizador monofónico Mini Moog, Moog Opus 3, ensamble de cuerdas ARP Solina y guitarra eléctrica.
- David Lebón: voz, guitarra eléctrica, guitarra sintetizada Roland GR-300, percusión.
- Pedro Aznar: bajo, sintetizador polifónico Oberheim OB-X (brass: metales) y coros.
- Oscar Moro: batería.

## Ficha técnica
- Ingenieros de sonido: Gustavo Gauvry (grabación con el estudio móvil de Del Cielito), Amílcar Gilabert (maquillaje en el estudio de grabación ION).
- Asistentes: Quebracho, Toto, Daniel Medina y Carlos Boi.
- Diseño gráfico: Clota Ponieman
- Fotos: Andrea Cherniavsky:

- Datos: Q6043831